# Jack Rovello
Jack Rovello (né à New York le 6 avril 1994) est un acteur américain. Il incarne à l'écran le rôle de Richie Brown dans le film The Hours, nommé aux Oscars du cinéma en 2002. Il est nommé pour ce rôle aux Phoenix Film Critics Society Awards en 2002. Depuis, il a joué dans Lonesome Jim (2005) de Steve Buscemi et dans le court métrage Socks & Robbers (2013).

## Présentation
Jack Rovello perd son père à l'âge de quatre ans. Il est élevé par sa mère Céleste, sa grand-mère et son frère David. Entamant une carrière d'acteur dès son plus jeune âge, il décroche son premier rôle au cinéma à l'âge de six ans, celui de Richie Brown, le jeune fils de Laura Brown, interprétée par Julianne Moore, et de son mari Dan Brown, interprété par John C. Reilly, dans le film The Hours de Stephen Daldry, sorti en 2002,. L'hebdomadaire Scotland on Sunday salue sa prestation d'enfant sensible. Le Charleston Gazette voit en lui un jeune acteur prometteur. L'enfant est nommé meilleur espoir masculin dans un rôle principal ou secondaire aux PFCS Awards de 2002. Le titre est finalement décerné à Nicholas Hoult pour son rôle dans le film Pour un garçon.
En 2005, Rovello est à l'affiche du film Lonesome Jim de Steve Buscemi, aux côtés de Casey Affleck et Liv Tyler. En 2013, il apparaît dans le court-métrage Socks & Robbers dans le rôle de Chester. Son créateur, Ben Fraternale, étudiant en dernière année à l'Université du Maryland, témoigne ainsi à  Jack Rovello son amitié alors que l'ex-enfant acteur n'a pas tourné depuis des années.
À la télévision, Rovello fait des apparitions dans les séries Sex and the City, La force du destin, Ed et On ne vit qu'une fois.

## Filmographie
| Année de sortie | Titre                 | Rôle           | Notes               |
| --------------- | --------------------- | -------------- | ------------------- |
| 2001            | Sex and the City      | Hank           | Saison 4, épisode 6 |
| 2002            | The Hours             | Richie Brown   |                     |
| 2003            | La force du destin    | Georgie        |                     |
| 2003            | Ed                    | Aiden          | Saison 4, épisode 6 |
| 2005            | Lonesome Jim          | Ben            |                     |
| 2007            | La Fille dans le parc | Le jeune Chris |                     |
| 2009            | After.Life            | Le grand gamin |                     |
| 2009            | On ne vit qu'une fois | Justin Lowell  | 16 épisodes         |
| 2013            | Socks & Robbers       | Chester        | Court-métrage       |
| 2014            | The Gun               | Le fils        | Court-métrage       |
| 2016            | Kingdom of Sin        | Mark Westly    |                     |